# مبارك بن شافي
مبارك بن شافي الهاجري (1964 -)شاعر وكاتب كويتي، يكتب في جريدة الوطن زاوية باسم تأبط رأياً وكتب في مجلة مرآة الأمة زاوية فنجال وحديث رجال كما قدم في قناة الوطن الكويتية برنامج جولات ثقافية الذي استضاف فيه مجموعة من أهل الفكر والأدب والفن وأشرف على برنامج قلطة الوطن في دورتيه، والذي كان عبارة عن مسابقة في الشعر الارتجالي.

## من مؤلفاته
- جروح وقوافي (شعر عامي)
- نزيف أغسطس (شعر فصيح)
- نعم كويتي (رواية)
- حديث الترللي (رواية)
- بوابة الشيطان (رواية)
- المعبر الأسطوري (روايية)
- ديوان قذائف